# Canon van de Bijbel
De canon van de Bijbel, van het Oudgrieks: κανών, kanoon, richtsnoer of maatstaf, is een lijst van boeken uit de Bijbel die binnen het christendom als doctrinaire autoriteit worden beschouwd. De canon van het protestantse christendom omvat zowel de (gewoonlijk) 39 boeken die binnen het jodendom als canon worden beschouwd - de zogenaamde Hebreeuwse Bijbel, ook wel Tenach en binnen het christendom Oude Testament genoemd - als de 27 boeken van het Nieuwe Testament. De canon die in het katholicisme wordt gehanteerd bevat ook de deuterocanonieke boeken, die overwegend in het Koinè-Grieks werden geschreven.

## Oude Testament
De canon van het Oude Testament vindt zijn oorsprong in wat de joden tijdens de eeuwen rond het begin van de christelijke jaartelling als gezaghebbende boeken beschouwden.
In de Griekse vertaling van de joodse of Hebreeuwse Bijbel (de Septuagint) die omstreeks 150 v.Chr. verscheen staan meer boeken dan in de canon, zoals die gaandeweg groeide. De rabbijnen van Jamnia hebben waarschijnlijk niet een canon opgesteld, maar een canon bevestigd die reeds gegroeid was. Men stelde de volgende criteria:
1. Er moest een Hebreeuwse tekst beschikbaar zijn.
2. Ezra moet het boek hebben geaccepteerd.

Bij 1: Van het afgewezen boek Wijsheid van Jezus Sirach beschikken we over 2/3 van de oorspronkelijke Hebreeuwse tekst. We beschikken over snippers van de Hebreeuwse tekst van Tobit en Judit. 1 Makkabeeën zal ook in het Hebreeuws geschreven zijn, maar alleen de Griekse tekst is nog behouden. 2 Makkabeeën, Wijsheid van Salomo en de aanvullingen op Daniël en Ester zijn in het Grieks opgesteld.
Bij 2: Wijsheid van Jezus Sirach, en de boeken van de Makkabeeën kunnen gezien de datering in de tweede eeuw die ze zelf geven, nooit bij Ezra bekend zijn geweest. Tegenwoordig wordt dat van sommige canonieke boeken, zoals Prediker echter ook in twijfel getrokken.
Tegenwoordig wordt de historiciteit van een synode van Jamnia die rond 100 n.Chr. over de Hebreeuwse canon zou hebben beslist, betwist. Waarschijnlijk was al lang duidelijk welke boeken men op wilde nemen, en is gesproken over waarom en niet over of een bepaald boek moest worden opgenomen.
In de tijd van Augustinus wordt het gangbaar onder christenen om de Septuagint als als uitgangspunt te nemen voor de oudtestamentische canon. Augustinus verdedigt de keus tegenover Hiëronymus van Stridon die de Hebreeuwse tekst als uitgangspunt nam. In reactie op de protestantse keuze canoniseert het concilie van Trente de apocriefe boeken door die deuterocanoniek te noemen. Dit concilie stelde vast dat de Vulgaat samenviel met de rooms-katholieke canon. De Hervormers echter stelden het Oude Testament gelijk aan de Hebreeuwse canon.
Daarom is de katholieke en protestantse canon van het Oude Testament verschillend. De boeken die uiteindelijk niet tot de canon gerekend worden staan bekend als de apocriefe boeken van het Oude Testament.
In onderstaande tabel wordt weergegeven welke geschriften wel en niet als canoniek worden beschouwd binnen de diverse christelijke hoofdstromingen. (N.B.: mss. staat voor "manuscript(en)"/handschrift(en).)
|                           | Westerse traditie | Westerse traditie | Oosters-orthodoxe traditie | Oosters-orthodoxe traditie | Oosters-orthodoxe traditie | Oriëntaals-orthodoxe traditie | Oriëntaals-orthodoxe traditie | Oriëntaals-orthodoxe traditie | Oriëntaals-orthodoxe traditie | Nestoriaanse traditie |
|                           | Protestants       | Rooms-Katholiek   | Grieks-Orthodox            | Servisch-Orthodox          | Georgisch-Orthodox         | Armeens-Apostolisch           | Syrisch-Orthodox              | Koptisch-Orthodox             | Ethiopisch-Orthodox           | Kerk van het Oosten   |
| Genesis                   | Ja                | Ja                | Ja                         | Ja                         | Ja                         | Ja                            | Ja                            | Ja                            | Ja                            | Ja                    |
| Exodus                    | Ja                | Ja                | Ja                         | Ja                         | Ja                         | Ja                            | Ja                            | Ja                            | Ja                            | Ja                    |
| Leviticus                 | Ja                | Ja                | Ja                         | Ja                         | Ja                         | Ja                            | Ja                            | Ja                            | Ja                            | Ja                    |
| Numeri                    | Ja                | Ja                | Ja                         | Ja                         | Ja                         | Ja                            | Ja                            | Ja                            | Ja                            | Ja                    |
| Deuteronomium             | Ja                | Ja                | Ja                         | Ja                         | Ja                         | Ja                            | Ja                            | Ja                            | Ja                            | Ja                    |
| Jozua                     | Ja                | Ja                | Ja                         | Ja                         | Ja                         | Ja                            | Ja                            | Ja                            | Ja                            | Ja                    |
| Rechters                  | Ja                | Ja                | Ja                         | Ja                         | Ja                         | Ja                            | Ja                            | Ja                            | Ja                            | Ja                    |
| Ruth                      | Ja                | Ja                | Ja                         | Ja                         | Ja                         | Ja                            | Ja                            | Ja                            | Ja                            | Ja                    |
| 1 en 2 Samuel             | Ja                | Ja                | Ja                         | Ja                         | Ja                         | Ja                            | Ja                            | Ja                            | Ja                            | Ja                    |
| 1 en 2 Koningen           | Ja                | Ja                | Ja                         | Ja                         | Ja                         | Ja                            | Ja                            | Ja                            | Ja                            | Ja                    |
| 1 en 2 Kronieken          | Ja                | Ja                | Ja                         | Ja                         | Ja                         | Ja                            | Ja                            | Ja                            | Ja                            | Ja                    |
| Ezra                      | Ja                | Ja                | Ja (Esdras B)              | Ja · (1 Esdras)            | Ja · (1 Ezra)              | Ja                            | Ja                            | Ja                            | Ja                            | Ja                    |
| Nehemia                   | Ja                | Ja                | Ja (Esdras B)              | Ja                         | Ja                         | Ja                            | Ja                            | Ja                            | Ja                            | Ja                    |
| Tobit                     | Nee               | Ja                | Ja                         | Ja                         | Ja                         | Ja                            | Ja                            | Ja                            | Ja                            | Ja                    |
| Judit                     | Nee               | Ja                | Ja                         | Ja                         | Ja                         | Ja                            | Ja                            | Ja                            | Ja                            | Ja                    |
| Ester                     | Ja                | Ja                | Ja                         | Ja                         | Ja                         | Ja                            | Ja                            | Ja                            | Ja                            | Ja                    |
| Toevoegingen aan Ester    | Nee               | Ja                | Ja                         | Ja                         | Ja                         | Ja                            | Ja                            | Ja                            | Ja                            | Ja                    |
| 1 en 2 Makkabeeën         | Nee               | Ja                | Ja                         | Ja                         | Ja                         | Ja                            | Ja                            | Ja                            | Nee                           | Ja                    |
| Job                       | Ja                | Ja                | Ja                         | Ja                         | Ja                         | Ja                            | Ja                            | Ja                            | Ja                            | Ja                    |
| Psalmen 1-150             | Ja                | Ja                | Ja                         | Ja                         | Ja                         | Ja                            | Ja                            | Ja                            | Ja                            | Ja                    |
| Psalm 151                 | Nee               | Nee (appendix)    | Ja                         | Ja                         | Ja                         | Ja                            | Nee                           | Ja                            | Ja                            | Ja                    |
| Spreuken                  | Ja                | Ja                | Ja                         | Ja                         | Ja                         | Ja                            | Ja                            | Ja                            | Ja                            | Ja                    |
| Prediker                  | Ja                | Ja                | Ja                         | Ja                         | Ja                         | Ja                            | Ja                            | Ja                            | Ja                            | Ja                    |
| Hooglied                  | Ja                | Ja                | Ja                         | Ja                         | Ja                         | Ja                            | Ja                            | Ja                            | Ja                            | Ja                    |
| Wijsheid van Salomo       | Nee               | Ja                | Ja                         | Ja                         | Ja                         | Ja                            | Ja                            | Ja                            | Ja                            | Ja                    |
| Wijsheid van Jezus Sirach | Nee               | Ja                | Ja                         | Ja                         | Ja                         | Ja                            | Nee                           | Ja                            | Ja                            | Ja                    |
| Jesaja                    | Ja                | Ja                | Ja                         | Ja                         | Ja                         | Ja                            | Ja                            | Ja                            | Ja                            | Ja                    |
| Jeremia                   | Ja                | Ja                | Ja                         | Ja                         | Ja                         | Ja                            | Ja                            | Ja                            | Ja                            | Ja                    |
| Klaagliederen             | Ja                | Ja                | Ja                         | Ja                         | Ja                         | Ja                            | Ja                            | Ja                            | Ja                            | Ja                    |
| Baruch                    | Nee               | Ja                | Ja                         | Ja                         | Ja                         | Ja                            | Ja                            | Ja                            | Ja                            | Ja                    |
| Brief van Jeremia         | Nee               | Ja                | Ja                         | Ja                         | Ja                         | Ja                            | Nee                           | Ja                            | Ja                            | Ja                    |
| Ezechiël                  | Ja                | Ja                | Ja                         | Ja                         | Ja                         | Ja                            | Ja                            | Ja                            | Ja                            | Ja                    |
| Daniël                    | Ja                | Ja                | Ja                         | Ja                         | Ja                         | Ja                            | Ja                            | Ja                            | Ja                            | Ja                    |
| Toevoegingen aan Daniël   | Nee               | Ja                | Ja                         | Ja                         | Ja                         | Ja                            | Nee                           | Ja                            | Ja                            | Ja                    |
| Kleine profeten           | Ja                | Ja                | Ja                         | Ja                         | Ja                         | Ja                            | Ja                            | Ja                            | Ja                            | Ja                    |
| Het gebed van Manasse     | Nee               | Nee (appendix)    | Ja                         | Ja                         | Ja                         | Ja                            | Nee                           | Ja                            | Ja                            | Ja                    |
| 3 Ezra                    | Nee               | Nee               | Ja (Esdras A)              | Ja · (2 Esdras)            | Ja · (2 Ezra)              | Ja                            | Nee                           | Nee                           | Ja                            | Nee                   |
| 4 Ezra                    | Nee               | Nee               | Nee                        | Nee · (3 Esdras)           | Ja · (3 Ezra)              | Ja                            | Nee                           | Nee                           | part Ja                       | Nee                   |
| 3 Makkabeeën              | Nee               | Nee (appendix)    | Ja                         | Ja                         | Ja                         | Ja                            | Nee                           | Nee                           | Nee                           | Nee sommige mss.      |
| 4 Makkabeeën              | Nee               | Nee (appendix)    | Nee (appendix)             | Nee (appendix)             | Ja                         | Nee                           | Nee                           | Nee                           | Nee                           | Nee sommige mss.      |
| Henoch                    | Nee               | Nee               | Nee                        | Nee                        | Nee                        | Nee                           | Nee                           | Nee                           | Ja                            | Nee                   |
| Jubileeën                 | Nee               | Nee               | Nee                        | Nee                        | Nee                        | Nee                           | Nee                           | Nee                           | Ja                            | Nee                   |
| Psalm 152-155             | Nee               | Nee               | Nee                        | Nee                        | Nee                        | Nee                           | Nee                           | Nee                           | Nee                           | Nee sommige mss.      |
| 2 Baruch                  | Nee               | Nee               | Nee                        | Nee                        | Nee                        | Nee                           | Nee                           | Nee                           | Nee                           | Nee sommige mss.      |
| Brief van Baruch          | Nee               | Nee               | Nee                        | Nee                        | Nee                        | Nee                           | Nee                           | Nee                           | Nee                           | Nee sommige mss.      |
| 3 Baruch                  | Nee               | Nee               | Nee                        | Nee                        | Nee                        | Nee                           | Nee                           | Nee                           | Nee                           | Nee                   |
| 4 Baruch                  | Nee               | Nee               | Nee                        | Nee                        | Nee                        | Nee                           | Nee                           | Nee                           | Ja                            | Nee                   |
| 1-3 Meqabyan              | Nee               | Nee               | Nee                        | Nee                        | Nee                        | Nee                           | Nee                           | Nee                           | Ja                            | Nee                   |

Er is ook enig verschil in de volgorde waarin de boeken in een band worden uitgegeven. In een protestantse uitgave ontbreken de apocriefen. In een moderne uitgave ontbreken de apocriefen of staan ze achteraan. De apocriefen zijn hieronder cursief.
| Tenach                                                                           | Louis Segond  | Katholiek               | Modern |
| -------------------------------------------------------------------------------- | ------------- | ----------------------- | ------ |
| Genesis Exodus Leviticus Numeri Deuteronomium Jozua Rechters                     |               |                         |        |
|                                                                                  |               | Ruth                    |        |
| Samuel Koningen                                                                  |               |                         |        |
|                                                                                  |               | Kronieken               |        |
| Ezra Nehemia                                                                     |               |                         |        |
| Tobit                                                                            |               |                         |        |
| Judit                                                                            |               |                         |        |
| Ester met toevoegingen                                                           | Ester         |                         |        |
| Job Psalmen Spreuken Prediker Hooglied                                           |               |                         |        |
| Wijsheid                                                                         |               |                         |        |
| Sirach                                                                           |               |                         |        |
| Jesaja Jeremia                                                                   |               |                         |        |
|                                                                                  |               | Klaagliederen           |        |
| Baruch                                                                           |               |                         |        |
| Ezechiel                                                                         |               |                         |        |
|                                                                                  |               | Daniël met toevoegingen | Daniël |
| Hosea Joel Amos Obadja Jona Micha Nahum Habakuk Zefanja Haggai Zacharia Maleachi |               |                         |        |
| Psalmen                                                                          | Psalmen       | Makkabeeën              | Tobit  |
| Spreuken                                                                         | Job           |                         | Judit  |
| Job                                                                              | Spreuken      | toevoegingen aan Ester  |        |
| Hooglied                                                                         | Ruth          | Makkabeeën              |        |
| Ruth                                                                             | Hooglied      | Wijsheid                |        |
| Klaagliederen                                                                    | Prediker      | Sirach                  |        |
| Prediker                                                                         | Klaagliederen | Baruch                  |        |
| Ester Daniël                                                                     | Ester Daniël  | Brief van Jeremia       |        |
| Ezra Nehemia                                                                     | Ezra Nehemia  | toevoegingen aan Daniël |        |
| Kronieken                                                                        | Kronieken     | Gebed van Manasse       |        |

## Nieuwe Testament
Wat betreft de canonvorming van het Nieuwe Testament bestaat binnen de christelijke kerken geen verschil van mening. Deze canon kreeg een officieel karakter in de Paasbrief van de Alexandrijnse bisschop Athanasius in 367, waarin deze de 27 boeken van het Nieuwe Testament als gezaghebbend voor de christelijke kerk aanmerkte. Latere concilies hebben dit steeds bevestigd.
|                        | Westerse traditie | Westerse traditie | Oosters-orthodoxe traditie | Oosters-orthodoxe traditie | Oosters-orthodoxe traditie | Oriëntaals-orthodoxe traditie | Oriëntaals-orthodoxe traditie | Oriëntaals-orthodoxe traditie | Oriëntaals-orthodoxe traditie | Nestoriaanse traditie |
|                        | Protestants       | Rooms-Katholiek   | Grieks-Orthodox            | Servisch-Orthodox          | Georgisch-Orthodox         | Armeens-Apostolisch           | Syrisch-Orthodox              | Koptisch-Orthodox             | Ethiopisch-Orthodox           | Kerk van het Oosten   |
| Matteüs                | Ja                | Ja                | Ja                         | Ja                         | Ja                         | Ja                            | Ja                            | Ja                            | Ja                            | Ja                    |
| Marcus                 | Ja                | Ja                | Ja                         | Ja                         | Ja                         | Ja                            | Ja                            | Ja                            | Ja                            | Ja                    |
| Lucas                  | Ja                | Ja                | Ja                         | Ja                         | Ja                         | Ja                            | Ja                            | Ja                            | Ja                            | Ja                    |
| Johannes               | Ja                | Ja                | Ja                         | Ja                         | Ja                         | Ja                            | Ja                            | Ja                            | Ja                            | Ja                    |
| Handelingen            | Ja                | Ja                | Ja                         | Ja                         | Ja                         | Ja                            | Ja                            | Ja                            | Ja                            | Ja                    |
| Handelingen van Paulus | Nee               | Nee               | Nee                        | Nee                        | Nee                        | Nee                           | Nee                           | Nee                           | Ja                            | Nee                   |
| Romeinen               | Ja                | Ja                | Ja                         | Ja                         | Ja                         | Ja                            | Ja                            | Ja                            | Ja                            | Ja                    |
| 1 en 2 Korintiërs      | Ja                | Ja                | Ja                         | Ja                         | Ja                         | Ja                            | Ja                            | Ja                            | Ja                            | Ja                    |
| Galaten                | Ja                | Ja                | Ja                         | Ja                         | Ja                         | Ja                            | Ja                            | Ja                            | Ja                            | Ja                    |
| Efeziërs               | Ja                | Ja                | Ja                         | Ja                         | Ja                         | Ja                            | Ja                            | Ja                            | Ja                            | Ja                    |
| Filippenzen            | Ja                | Ja                | Ja                         | Ja                         | Ja                         | Ja                            | Ja                            | Ja                            | Ja                            | Ja                    |
| Kolossenzen            | Ja                | Ja                | Ja                         | Ja                         | Ja                         | Ja                            | Ja                            | Ja                            | Ja                            | Ja                    |
| 1 en 2 Tessalonicenzen | Ja                | Ja                | Ja                         | Ja                         | Ja                         | Ja                            | Ja                            | Ja                            | Ja                            | Ja                    |
| 1 en 2 Timoteüs        | Ja                | Ja                | Ja                         | Ja                         | Ja                         | Ja                            | Ja                            | Ja                            | Ja                            | Ja                    |
| Titus                  | Ja                | Ja                | Ja                         | Ja                         | Ja                         | Ja                            | Ja                            | Ja                            | Ja                            | Ja                    |
| Filemon                | Ja                | Ja                | Ja                         | Ja                         | Ja                         | Ja                            | Ja                            | Ja                            | Ja                            | Ja                    |
| Hebreeën               | Ja                | Ja                | Ja                         | Ja                         | Ja                         | Ja                            | Ja                            | Ja                            | Ja                            | Ja                    |
| Jakobus                | Ja                | Ja                | Ja                         | Ja                         | Ja                         | Ja                            | Ja                            | Ja                            | Ja                            | Ja                    |
| 1 Petrus               | Ja                | Ja                | Ja                         | Ja                         | Ja                         | Ja                            | Ja                            | Ja                            | Ja                            | Ja                    |
| 2 Petrus               | Ja                | Ja                | Ja                         | Ja                         | Ja                         | Ja                            | Ja                            | Ja                            | Ja                            | Nee                   |
| 1 Johannes             | Ja                | Ja                | Ja                         | Ja                         | Ja                         | Ja                            | Ja                            | Ja                            | Ja                            | Ja                    |
| 2 en 3 Johannes        | Ja                | Ja                | Ja                         | Ja                         | Ja                         | Ja                            | Ja                            | Ja                            | Ja                            | Nee                   |
| Judas                  | Ja                | Ja                | Ja                         | Ja                         | Ja                         | Ja                            | Ja                            | Ja                            | Ja                            | Nee                   |
| Openbaring             | Ja                | Ja                | Ja                         | Ja                         | Ja                         | Ja                            | Ja                            | Ja                            | Ja                            | Nee                   |